# Karoline Käfer
Karoline Käfer (Austria, 31 de julio de 1954-11 de marzo de 2023) fue una atleta austriaca especializada en la prueba de 400 m, en la que consiguió ser subcampeona europea en pista cubierta en 1980.

## Carrera deportiva
En el Campeonato Europeo de Atletismo en Pista Cubierta de 1980 ganó la medalla de plata en los 400 metros, con un tiempo de 52.70 segundos, tras la alemana Elke Decker y por delante de la soviética Tatyana Goyshchik  (bronce con 52.71 segundos).